# IC 1169
IC 1169 — галактика типу Sb (компактна витягнута галактика) у сузір'ї Змія.
Цей об'єкт міститься в оригінальній редакції індексного каталогу.